# Horst Wachsmuth
Horst W. Wachsmuth (* 26. Juli 1933; † 8. September 2008) war ein deutscher Physiker.

## Leben
Nach dem Abitur am Gymnasium Landshut 1953 studierte Wachsmuth Physik an der Ludwig-Maximilians-Universität München und legte dort am 9. Juli 1962 seine Promotion mit einer Dissertation zum Thema Das magnetische Sektorfeld zwischen konischen Polschuhen und seine Anwendung in einem doppelfokussierenden Massenspektrometer ab.
Anschließend wurde er Mitarbeiter in der Abteilung für kernphysikalische Anlagen der Europäischen Organisation für Kernforschung (CERN) in Meyrin und dort an der Herstellung von Blasenkammern beteiligt sowie den Experimenten im Teilchendetektor Gargamelle in Genf beteiligt. Die von ihm gemachten Neutrino-Forschungen führten zur Bestätigung des Quark-Models. Mitte der 1970er Jahre nahm er auch Verwaltungsfunktionen in der CERN wahr und war Mitglied des Ständigen Beratungskomitees und zu Beginn der 1980er Jahre Vorsitzender des Berufungsgremiums.
In den letzten Jahren seiner Tätigkeit bei der CERN war er als Teamleiter für das ALEPH-Detektorprojekt tätig und war auch nach seiner Pensionierung bis zu seinem Tode als Mitarbeiter und Ratgeber für dieses Projekt tätig.
Neben seiner Forschungstätigkeit befasste er sich auch mit Fragen der Ökologie und der intelligenten Nutzung von Energie. Nachdem er bereits 1975 Studien zur menschlichen Energie durchführte, erforschte er in den 1990er Jahren mit anderen Kollegen Energieprobleme, woraus 1996 die Studienkonferenz Economy – Energy – Entropy entstand.